# Synodontis fuelleborni
Synodontis fuelleborni là một loài cá thuộc họ Mochokidae. Nó là loài đặc hữu của Tanzania. Các môi trường sống tự nhiên của chúng là sông và hồ nước ngọt.